# Cansjera
Cansjera, biljni rod iz Azije i Australije, dio je porodice Opiliaceae.
Rod je opisan 1789. Postoji tri priznate vrste, a tipična je C. rheedei, grm iz jugoistočne Azije.

## Vrste
1. Cansjera leptostachya Benth.
2. Cansjera parvifolia Kurz
3. Cansjera rheedei J.F.Gmel.